# Ebenat
Ebenat är ett distrikt i Etiopien.   Det ligger i zonen South Wollo Zone och regionen Amhara, i den norra delen av landet, 400 km norr om huvudstaden Addis Abeba.